# Yatburu
Yatburu (ياتبورو) fou una de les tribus aramees de la Baixa Mesopotàmia. L'estat de Yatburu estava probablement a l'est del Tigris fins a la frontera d'Elam. El territori fou sotmès per Sargon II en la campanya del 710 aC contra Babilònia i fou agregat a la província assíria de Gambulu. Merodacbaladan va fugir a aquest territori davant Sargon II, que hi era el 709 aC quan va rebre una ambaixada dels muskhis. Els annals esmenten com a xeic o rei dels yatburi a Arimmu.